# Caitlin Patterson
Pour les articles homonymes, voir Patterson.
Caitlin Patterson, née le 30 janvier 1990 à McCall, est une fondeuse américaine.

## Biographie
Patterson qui fait ses débuts officiels en fin d'année 2006 dans l'US Super Tour, où elle obtient son premier podium en 2009 et gagne le classement général en 2016, prend part aux Championnats du monde junior en 2010 à Hinterzarten, obtenant comme meilleur résultat individuel une 17e place sur le cinq kilomètres classique. 
Membre du Craftsbury Nordic Ski Club, elle est engagée dans la Coupe du monde à Canmore en décembre 2012. Elle fait son retour à ce niveau lors de la saison 2014-2015, puis marque ses premiers points pour le classement général en février 2016 avec une 25e place sur le dix kilomètres libre de Falun. En février 2017, lors de la course test pour les Jeux olympiques à Pyeongchang, qu'elle signe ses meilleurs résultats en Coupe du monde avec des quatrièmes places au skiathlon et au sprint par équipes.
En 2018, alors qu'elle vient de remporter les deux titres nationaux du sprint et du dix kilomètres libre, elle fait ses débuts aux jeux olympiques à Pyeongchang, courant le skiathlon (34e) et le trente kilomètres classique (26e).
Patterson dispute aussi son premier championnat du monde en 2019 à Seefeld, obtenant deux 34e places comme résultats.
Son frère Scott est aussi fondeur de haut niveau.

## Palmarès

### Jeux olympiques
| Épreuve / Édition   | Sprint                           | Sprint    | 10 km | 10 km                            | Skiathlon 2 × 7,5 km | 30 km | Relais | Relais   |
| Épreuve / Édition   | libre                            | classique | libre | classique                        | Skiathlon 2 × 7,5 km | 30 km | Sprint | 4 × 5 km |
| JO 2018 Pyeongchang | Épreuve inexistante à cette date | –         | —     | Épreuve inexistante à cette date | 34e                  | 26e   | —      | —        |

Légende :
- : pas d'épreuve
- — : Non disputée par Patterson

### Championnats du monde
| Épreuve / Édition     | Sprint | Sprint                           | 10 km                            | 10 km     | Skiathlon 2 × 7,5 km | 30 km | Relais | Relais   |
| Épreuve / Édition     | libre  | classique                        | libre                            | classique | Skiathlon 2 × 7,5 km | 30 km | Sprint | 4 × 5 km |
| Mondiaux 2019 Seefeld | -      | Épreuve inexistante à cette date | Épreuve inexistante à cette date | -         | 34e                  | 34e   | —      | -        |

Légende :
- : pas d'épreuve
- — : Non disputée par Patterson

### Coupe du monde
- Meilleur classement général : 63e en 2017.
- Meilleur résultat individuel : 4e.

#### Classements détaillés
| Saison / Épreuve | Général | Général | Distance | Distance | Sprint | Sprint |
| ---------------- | ------- | ------- | -------- | -------- | ------ | ------ |
| Saison / Épreuve | Place   | Points  | Place    | Points   | Place  | Points |
| 2016             | 95e     | 8       | 70e      | 8        | -      | -      |
| 2017             | 63e     | 64      | 43e      | 60       | 80e    | 4      |
| 2018             | 80e     | 31      | 56e      | 31       | -      | -      |
| 2019             | 102e    | 9       | 71e      | 9        | -      | -      |
| 2020             | 119e    | 2       | 85e      | 2        | -      | -      |
| 2021             | 66e     | 32      | 52e      | 22       | -      | -      |

### Championnats des États-Unis
- Championne du dix kilomètres classique en 2016 et 2019.
- Championne du vingt kilomètres libre en 2016 et 2019.
- Championne du sprint libre, du sprint classique et du dix kilomètres libre en 2018.